# دراوگراد
دراوگراد (به آلمانی: Unterdrauburg) در اسلوونی با جمعیت ۳٬۳۳۰ نفر است که در Municipality of Dravograd واقع شده‌است.